# Người Avar
Người Avar (tiếng Avar: аварал / магIарулал, chữ Latin: awaral / maⱨarulal; nghĩa chữ là "người leo núi") là một dân tộc bản địa Đông Bắc Kavkaz, cư trú chủ yếu ở nước cộng hòa Dagestan thuộc Liên bang Nga  và vùng lân cận. Vùng này cũng được gọi là Bắc Kavkaz, nằm giữa Biển Đen và Biển Caspi. Họ còn được họi là người Avar Kavkaz để phân biệt với người Avar Pannonia.
Cùng với các nhóm dân tộc khác ở vùng Bắc Kavkaz, người Avar Kavkaz sống trong những ngôi làng cổ nằm ở độ cao khoảng 2.000 m so với mực nước biển.
Dân số người Avar năm 2019 khoảng 1 triệu, trong đó tại Nga 912 ngàn, Azerbaijan 53 ngàn, Thổ Nhĩ Kỳ 50 ngàn , và cỡ 1-2 ngàn tại Gruzia, Ukraina, Kazakhstan. Theo Joshua Project thì năm 2019 dân số người Avar khoảng 840 ngàn, cư trú tại 7 nước, phần lớn ở Nga, Azerbaijan và vùng Kavkaz, nhưng không có ở Thổ Nhĩ Kỳ.
Người Avar nói tiếng Avar, một ngôn ngữ thuộc Ngữ hệ Đông Bắc Kavkaz, và còn được gọi là tiếng Nakh–Dagestan. Người Avar tại Liên Xô cũ dùng chữ cái Cyrill từ năm 1938.
Người Avar theo Hồi giáo từ thế kỷ 13.